# Analysis & PDE
Analysis & PDE ist eine seit 2008 von Mathematical Sciences Publishers herausgegebene englischsprachige Fachzeitschrift für mathematische Analysis.